# Orin de Waard
Orin de Waard (Den Helder, 4 dicembre 1983) è un ex calciatore olandese, di ruolo attaccante.